# Ruta 14 (Bolivien)
Die Ruta 14 ist eine Nationalstraße im südamerikanischen Andenstaat Bolivien.

## Streckenführung
Die Straße hat eine Länge von 316 Kilometern und durchquert von Süden nach Norden den östlichen Teil des Departamento Potosí auf dem bolivianischen Altiplano, von der argentinischen Grenze bis unmittelbar an die Stadt Potosí. Sie beginnt im Süden in Villazón als Verlängerung der argentinischen Ruta 9, mit der sie über die internationale Brücke „Horacio Guzmán“ verbunden ist, und endet im Norden bei der Ortschaft Cuchu Ingenio an der Ruta 1.
Die Ruta 14 ist vollständig asphaltiert.

## Geschichte
Die Ruta 14 ist mit Dekret 25.134 vom 31. August 1998 zum Bestandteil des bolivianische Nationalstraßennetzes "Red Vial Fundamental" erklärt worden.

## Streckenabschnitte

### Departamento Potosí
- km 000: Villazón
- km 034: Mojo
- km 050: Yuruma
- km 0xx: Suipacha
- km 092: Tupiza
- km 113: Hornillos
- km 179: Cotagaita
- km 222: Tumusla
- km 263: Vitichi
- km 316: Cuchu Ingenio